# That's Hilarious
That's Hilarious è un singolo del cantante statunitense Charlie Puth, pubblicato l'8 aprile 2022 come secondo estratto dal terzo album in studio Charlie.

## Descrizione
Un'anteprima del brano è stata condivisa il 12 ottobre 2021 da Puth sul suo account TikTok, mentre la traccia era ancora in fase di produzione. Il 24 marzo 2022, sempre tramite un video su TikTok, il cantante ha parlato di come la canzone gli ricordasse tristemente il 2019 e la fine di una relazione durata un anno, aggiungendo la frase "Non date il vostro cuore ad una persona che ne ha già uno spezzato" tratta dal testo della canzone.

## Video musicale
Il video musicale, diretto da Matthew Daniel Siskin, è stato pubblicato il 4 maggio 2022 attraverso il canale YouTube dell'artista.

## Tracce
Testi e musiche di Charlie Puth e Jacob Kasher.
1. That's Hilarious – 2:26

## Classifiche

### Classifiche settimanali
| Classifica (2022) | Posizione massima |
| ----------------- | ----------------- |
| Canada            | 80                |
| Corea del Sud     | 25                |
| Regno Unito       | 100               |
| Singapore         | 13                |
| Stati Uniti       | 109               |
| Vietnam           | 13                |

### Classifiche di fine anno
| Classifica (2023) | Posizione |
| ----------------- | --------- |
| Corea del Sud     | 38        |